# Podraneasläktet
Podraneasläktet (Podranea) är ett växtsläkte i familjen katalpaväxter med två arter från Afrika. Skär trumpetranka (P. ricasoliana) odlas som prydnadsväxt i varma länder.